# Gaspard Nicolas de Vichy
Pour les autres membres de la famille, voir Maison de Vichy.
Gaspard Nicolas de Vichy, comte de Champrond, IIIe du nom, seigneur de l'Etang, Villeret, etc., baptisé le 29 août 1699 à Ligny-en-Brionnais (aujourd'hui en Saône-et-Loire) et mort le 16 juin 1781 au château de Champrond à Ligny, est un militaire et aristocrate français du XVIIIe siècle.

## Biographie
Gaspard Nicolas de Vichy descend de la maison de Vichy, une ancienne maison de la noblesse d'Auvergne dont l'origine remonte au XIe siècle. Il est le fils de Gaspard II de Vichy, marquis de Champrond (1664-1736) et d'Anne Brûlart (†1711). Il embrasse, comme plusieurs de ses ancêtres, la carrière des armes, où il se distingue. Sa sœur est Madame du Deffand.
Lieutenant-réformé au Régiment du Commissaire Général cavalerie en 1716, puis capitaine-réformé au même régiment en août 1718, il reçoit un brevet de mestre de camp-réformé à la suite de ce régiment en janvier 1723.
Capitaine au Régiment de Beauvilliers cavalerie en février 1727. Mestre de camp d'une brigade dans le Régiment des carabiniers de Monsieur en avril 1734. Brigadier des armées du Roi en octobre 1734. Le 16 juillet 1737, il hérite du comté de Champrond, à la mort de son père.
Il est reçu chevalier de l'ordre royal et militaire de Saint-Louis avant 1740. Grièvement blessé en Bohême, au début de la guerre de Succession d'Autriche, il doit rentrer en France en juillet 1741. Il reçoit le brevet de maréchal de camp le 20 février 1743 ; mais son état de santé l'oblige à abandonner le service actif et à se démettre de sa brigade.
Le comte de Champrond meurt le 16 juin 1781, à l'âge de 82 ans. Il est inhumé le lendemain, dans le cimetière de la paroisse de Ligny, au midi de la chapelle de Champrond.

## Mariage et descendance
Il a une relation avec Julie d'Albon, princesse d'Yvetot (1695-1748) séparée de son époux et cousin Claude d'Albon depuis 1722 dont elle a deux enfants Diane d'Albon née en 1716 et Camille d'Albon né 1722.
La rumeur attribua à Gaspard de Vichy la paternité de deux enfants illégitimes dont Julie d'Albon serait la mère, tous deux nés à Lyon et baptisés sous un nom fantaisiste.
- Hilaire Hubert (1731-)
- Julie de Lespinasse (1732-1776)

Ce ragot sans fondement fut "établi" sans preuves dans les mémoires du marquis de Ségur (biographie de Julie de Lespinasse) au début du XXe siècle. Il perdure jusqu'aux travaux de P.E.Richard, publiés en 2013, qui mettent au jour un document original, prouvant la non-paternité de Gaspard (un manuscrit de la main de l'abbé Barthelemy, proche de la marquise du Deffand (sœur de Gaspard) révèle l'identité du vrai père de Julie de Lespinasse : un notable lyonnais du nom de Tourtier.
Gaspard de Vichy épouse, le 18 novembre 1739, Marie-Camille-Diane d'Albon (1716-1773), fille ainée de (sa maîtresse ?) Julie d'Albon et Claude d'Albon.                         
De cette union naissent :
- Abel-Claude-Marie-Marthe de Vichy (1740-1793) guidon des gendarmes du Berry. Marié à Claude-Marie-Joseph de Saint-Georges ;
- Alexandre-Mariette de Vichy (1743-1768) ;
- Anne-Camille de Vichy (1745-1768).

### Sources et bibliographie
- Jean-Baptiste-Pierre Jullien de Courcelles, « Généalogie de la Maison de Vichy » tome IV de Histoire généalogique et héraldique des Pairs de France, des Grands Dignitaires de la Couronne, des principales Familles nobles du Royaume et des Maisons princières de l'Europe Paris 1824.
- Joseph Sandre, « La maison de Vichy », dans Annales de l'Académie de Mâcon, tome XX, 1916-1917, [lire en ligne]
- Archives Famille de Vichy.